# رابرت شی
رابرت شی (انگلیسی: Robert Shaye؛ زادهٔ ۳ مارس ۱۹۳۹) یک کارگردان، و تهیه‌کننده اهل ایالات متحده آمریکا است.